# .25ACP弾
.25ACP弾（.25 Automatic Colt Pistol）は、1906年にジョン・ブローニングが設計した拳銃用の弾丸である。弾頭重量と火薬量が少ないために威力は低いものの、その分だけ反動も小さく簡単に扱えるのが特徴。
FN ベビーピストル用に設計・開発された後、この銃とほぼ同一サイズの小型オートマチック拳銃用の弾丸として主に使用され、現在でも護身用やバックアップ用拳銃として使用されている。

## 他の表記法
- .25 Auto
- 6.35×16mmSR（セミ・リムド）
- 6.35mm Auto
- 6.35mm Browning
- 「モ」式小型拳銃弾薬実包[1]

## 主な小火器
- FN ポケット・モデル M1906
- コルト・ベスト・ポケット
- サタデーナイトスペシャル
- ジュニア・コルト
- ベレッタM950
- ベレッタM1919
- ベレッタM21
- ベレッタM20
- ワルサーTPH
- モーゼルM1910
- FN ブローニング・ベビー
- CZモデル1945
- ユニークミクロス
- タンホグリオギゼッペ・モデルGT27
- ローシンL25
- シーキャンプ LWS-25(en:Seecamp)
- ジェニングスモデルJ25
- フェニックスアームズモデルレビン
- ローナーSM115
- ベンセドール25ポケット
- ブドショウスキーTP-70
- レルカー・フルオートマチック・ピストル
- リグノーズ・アインハンド 2A
- リリパット･ピストル